# Zoltán Schneider
Zoltán Schneider (Budapest, 5 de febrero de 1970) es un actor y actor de doblaje húngaro premiado por Aase y Jászai Mari.

## Biografía
Entre 1990 y 1994 fue estudiante de la Facultad de Teatro y Cine. Como estudiante universitario, trabajó en el Teatro József Katona. Entre 1994 y 2001 formó parte del grupo Új Színház y, durante más de década y media, del grupo de teatro Radnót.

## Filmografía

### Películas
- Hamvadó cigarettavég (2001)
- <i>A Hídember</i> (2002)
- <i>Kincsem</i> (2017) – Farkaslaky gróf
- En cuerpo y alma (2017) – Jenő
- <i>Budapest Noir</i> (2017) – Csuli
- A Viszkis (2017) – Bartos László, nyomozó
- <i>X – A rendszerből törölve</i> (2018) – Zoltán
- Bűnös város (2021)
- Magasmentés (2023) – Joó százados

### Televisión
- Szentek és bolondok
- A halál kilovagolt Perzsiából (2005)
- Jóban Rosszban (2005–2006) – Tersánszky-Kovács Ferenc
- Hacktion: Újratöltve (2012) – Kálmán
- Munkaügyek (2013) – ördögüző
- Kossuthkifli (2015) – Kalivoda
- Mindenből egy van (2016)
- Korhatáros szerelem (2017–2018) – Dusán
- Válótársak (2018) – Takács Röné
- Drága örökösök (2019-2020) - Polgár Rudolf
- Jófiúk (2019) – Szánthó Csaba
- Apatigris (2021) – Dénes
- Hotel Margaret (2022) – Darabos János
- A Séf meg a többiek (2022) – Báron Győző
- Drága örökösök – A visszatérés (2023) – Polgár Rudolf

## Premios
- Premio Paulay Ede (2000)
- Premio Radnót Nokia (2002)
- Premio Mari Jásza (2006)
- Premio Atila Kaszás (2016)[2]
- Premio Medalla de Oro (2017)[3]
- Premio Aase (2019)[4]
- Premio Frigyes Hollósi (2023)[5]